# درخشندگی (فیلم)
درخشندگی (ژاپنی: 光 هپبورن: Hikari) فیلمی در ژانر عاشقانه درام به نویسندگی و کارگردانی نایومی کاواسه است که در سال ۲۰۱۷ منتشر شد. این فیلم برای رقابت در بخش نخل طلا هفتادمین جشنواره فیلم کن انتخاب شده است.

## داستان
داستان رابطه ماسایا، عکاسی که مشکل بینایی دارد و میساکو، دختری که امیدش را به زندگی از دست داده است. 

## بازیگران
- ماساتوشی ناگاسه در نقش ماسایا ناکامُری
- آیامه میساکی در نقش میساکو اُزاکی
- نوئمی ناکای
- چیهیرو اوتسوکا
- کازوکو شیراکاوا
- تاتسویا فوجی